# Distretto di Zile
Il distretto di Zile (in turco Zile ilçesi) è uno dei distretti della provincia di Tokat, in Turchia.